# Жорж Ебер
Жорж Ебер (фр. Georges Hébert; Париз, 27. април 1875 — Tourgéville, 2. август 1957) је био пионир физичког васпитања у Француској војсци који је развио систем физичког васпитања и тренирања познат као "la méthode naturelle" ("Природан Метод"), који комбинује и обучава широк спектар физичких капацитета уз обучавање храбрости и морала.

## Младост
Ебер је рођен у Паризу. Док је био официр у Француској морнарици пре Првог светског рата, Ебер је био стациониран у граду Сен Пјер, на острву Мартиник на Карипском мору. 1902. године град је био жртва катастрофалне вулкаснске ерупције.
Ебер је координирао бекство и спасавање око седам стотина људи иѕ ове катастрофе. Ово дешавање је имало врло дубок утицај на њега, и ојачало његово уверење да атлетске способности морају бити комбиноване са храброшћу и алтруизмом. Он је касније развио ово мишљење у персонални мото, "Être fort pour être utile" ("Бити јак да би био користан").
Доста је путовао кроз свет и био је импресиониран физичким способностима и вештином кретања староседеоца из Африке :
"Њихова тела била су дивна, флексибилна, спретна, вештачка, издржљива, отпорна, а ипак нису имали неког ментора у гимнастици, већ су крз живот у природи то стекли."

## Развој његовог система
По повратку у Француску, Ебер је постао инструктор физичког васпитања за Француске војнике у Лорјану, где је почео да дефинише принципе сопственог система физичке едукације и да ствара "правила" и вежбе које ће подучавати уз свој "Природан Метод".
Осим његових запажања о природним покретима афричких људи, Хебертова метода је спој различитих утицаја, укључујући, али не ограничено на:
- Рад његовог претходника Франциска Амороса, који је објавио 1847. године Nouveau Manuel Complet d'Education Physique, Gymnastique et Morale која обухвата већ читав низ практичних способности кретања
- Рад Немачко Пруског учитеља гимнастике Фредрик Лудвиг Јан (Август 11, 1778 – Октобар 15, 1852), који је такође вероватно утицао на ранију физичку обуку Маринског Корпуса САД
- Класичне репрезентације људског тела у Грчко-римском статуару и идеале античке грчке гимназије
- Нудизам (иако стриктно одбацује потпуни нудизам) животни принципи његовог пријатеља Др. Паул Картона (1875–1947)
- Утицај Џорџ Демени (1850–1917), Француски проналазач и изумитељ, хронофотограф, филммејкер, и гимнастичар који је нагласио прогресивност и прилагодљивост тренинга

Еберов систем одбија Ремедиал гимнастику и популарни Шведски метод Физичког васпитања, који му се чинило да није у стању развити људско тело хармонично, посебно неспособност да припреми своје ученике практичним и моралним захтевима живота.

Истовремено, Ебер је веровао, да ће концентришући се на такмичење и перформансе, такмичарски спорт одвратити од физичког образовања и од физиолошких циљева и од способности да негује здраву моралну вредност.
За Жоржа Ебера, под утицајем учења филозофа и педагога Жан Жак Русоа, само посматрање природе може довести људе на истинске методе физичког развоја. Написао је:
"Финални циљ физичке едукације је да направи особу јачом. У чисто физичком смислу, Природан Метод промовише квалитет органског отпора, мишићавост и брзину, ка томе да је у стању да хода, трчи, скаче, да се креће четвороношки, да се пење, балансира, баца, подиже, брани себе и да плива.

у енергетском смислу, систем се састоји у томе што треба имати довољно енергије, воље, храбрости, хладноће и чврстине.

У моралном смислу, образовање, подизање емоција, усмеравање или одржавање моралности на користан и благотворан начин.

Прави Природни Метод, у најширем смислу, мора да се сматрата резултатом ове три посебне силе; физичке, вирилне и моралне. Она се не налази само у мишићима и у даху, него пре свега у "енергији" која се користи, воља која то усмерава и осећај који то води."
Ебер је дефинисао принципе и основна правила Природног Метода као:
"Што се тиче развијања вирилног квалитета, то се постиже извршавањем одређених тешких или опасних вежби које захтевају развој различитих квалитета, на пример покушавајући да се контролише страх од пада, скакања, раста, пливања, ходајући на нестабилној површини, итд."

## Заоставштина и утицај
Жорћ Еберово учење је наставило да се шири између и у току два рата, постајући стандардни систем француског војног физичког васпитања.
Био је такође заговорник вежбања за жене. У свом раду "Muscle and Plastic Beauty", који се појавио 1921, Ебер је критиковао не само моду Корсета већ и физичку неактивност која је женама наметнута од савременог европског друштва. Пратећи природну методу комбинованог физичког, енергетског и моралног развоја, написао је, жене могу развити самопоуздање, вољу и спортску способност као и њихове мушке колеге.

Ебер је написао:
Сесија (Природан Метод) се састоји од вежби које припадају следећим основним групама: ходање, трчање, скакање, кретање четвороношке, пењање, равнотежа (балансирање), бацање, подизање, одбрана и пливање.

Сесија обуке се тада састоји од вежби у отвореном окружењу, од неколико стотина метара до неколико километара, током којег ће се човек кретати, трчати, скакати, ходати четвороношке, пењати, балансирати, носити, бацати, борити се и пливати.
Овај курс се може изводити на два начина:
1. природан или спонтан начин; н.п.р., на неутврђеном путу кроз село.
2. унутар посебно дизајнираног окружења.

Све вежбе могу се изводити током напретка кроз ово окружење. Сесија може трајати од 20 до 60 минута.
Тако је Хеберт био међу првим заговорницима le parcours, или вежбе са препрекама, облик Физичког васпитања, који је сада стандард у војсции и довела до развоја цивилног Фитнеса и Курса самопоуздања. У ствари, курсеви шумског изазова који садрже равнотежу, мердевине, канап и тако даље, и даље се описују као "Ебер" курс и у Европи и у Северној Америци. Чак је могуће повезати модерни Авантура парк са Еберовим оригиналним дизајном из раних 1900. година.
Као бивши Морнар, Ебер је неке од својих препрека терену основао по узору на препреке које се могу наћи на палуби брода; такође је био јак заговорник "природног" или спонтаног тренинга у необрађеним окружењима.
Године 1955. обележен је 50. рођендан Природног метода, и Ебер је био именован за команданта Легије части од стране француске владе у знак признања за многе службе у својој земљи. 1957. године, Жорж Ебер, до тада оболева од Парализе. Умро је 2. августа те године у Tourgéville, Калвадос, Француска.
Још увек постоје школе и гимназије широм Европе које промовишу Природан метод физичке обуке, а неке одржавају и сопствене "обуке" у природном окружењу.
У скорије време, Еберово учење је имало великог утицаја на настанак Паркура као самосталне дисциплине тренирања. Такође, у првој деценији 21. века, француско амерички инструктор за физичко васпитање Ерван Ле Коре инспирисан Еберовим "méthode naturelle" ("природним методом") је проширио то учење и формирао систем природног кретања које је назвао "MovNat".

## Публикације
- (1912) L'éducation physique ou l'entrainement complet par la méthode naturelle. Published in Librairie Vuibert Paris, 85 pp.
- (1913) La Culture Virile et les Devoirs Physiques de L'Officier Combattant published in Lib Vuilbert Paris, 152 pp.
- (1919) C'est la vie, un grand respect au Renzamen. Published in Librairie Vuibert Paris, 96 pp.
- (1925) Le Sport contre l'Éducation physique. Published in Librairie Vuibert Paris, (1946, 4th edition)
- (1942) Marche et Sauts
- (1941–42) L'éducation physique virile et morale par la méthode naturelle. Tome I. Exposé doctrinal et Principes directeurs de travail, nombreuses illustrations. Published in Librairie Vuibert Paris.
- (1942) L'éducation physique virile et morale par la méthode naturelle. Tome II. Technique des Exercices. Technologie. Marche. Course. Saut. Published in Librairie Vuibert Paris, 643 pp.
- (1943) L'éducation physique virile et morale par la méthode naturelle. Tome III. Technique des exercices. Fascicule 1. Quadrupédie. Published in Librairie Vuibert Paris, 244 pp.
- (1943) L'éducation physique virile et morale par la méthode naturelle. Tome III. Technique des exercices. Fascicule 2. Grimper. Published in Librairie Vuibert Paris, 240 pp.
- (1946) L'éducation physique virile et morale par la méthode naturelle. Tome III. Technique des exercices. Fascicule 3. Equilibrisme. Published in Librairie Vuibert Paris, 280 pp.
- (1947) L'éducation physique virile et morale par la méthode naturelle. Tome IV. Technique des exercices. Fascicule 1. Lever.
- (1950) L'éducation physique virile et morale par la méthode naturelle. Tome IV. Technique des exercices. Fascicule 2. Lancer.
- (1955) L'éducation physique virile et morale par la méthode naturelle. Tome IV. Technique des exercices. Fascicule 3. Défense.
- (?) L'éducation physique virile et morale par la méthode naturelle. Tome V. Technique des exercices. Natation.
- Sylvain Villaret and Jean-Michel Delaplace: La Méthode Naturelle de Georges Hébert ou «l'école naturiste» en éducation physique.

## Више о теми
- Aux origines de la “méthode naturelle” : Georges Hébert et l’enseignement de l’éducation physique dans la Marine française Архивирано на веб-сајту  (9. мај 2018) (језик: француски)
- Georges Hébert (author); Philippe Til (translator into English) (2014). The Natural Method: Georges Hébert's Practical Guide to Physical Education. (Volume 1). ISBN 978-1-5123-3436-4.